# Cantone di Évian-les-Bains
Il Cantone di Évian-les-Bains è un cantone francese dell'arrondissement di Thonon-les-Bains.
A seguito della riforma approvata con decreto del 13 febbraio 2014, che ha avuto attuazione dopo le elezioni dipartimentali del 2015, è passato da 15 a 33 comuni.

## Composizione
I 15 comuni facenti parte prima della riforma del 2014 erano:
- Bernex
- Champanges
- Évian-les-Bains
- Féternes
- Larringes
- Lugrin
- Maxilly-sur-Léman
- Meillerie
- Neuvecelle
- Novel
- Publier
- Saint-Gingolph
- Saint-Paul-en-Chablais
- Thollon-les-Mémises
- Vinzier

Dal 2015 i comuni appartenenti al cantone sono i seguenti 33:
- Abondance
- La Baume
- Bernex
- Le Biot
- Bonnevaux
- Champanges
- La Chapelle-d'Abondance
- Châtel
- Chevenoz
- La Côte-d'Arbroz
- Essert-Romand
- Évian-les-Bains
- Féternes
- La Forclaz
- Les Gets
- Larringes
- Lugrin
- Marin
- Maxilly-sur-Léman
- Meillerie
- Montriond
- Morzine
- Neuvecelle
- Novel
- Publier
- Saint-Gingolph
- Saint-Jean-d'Aulps
- Saint-Paul-en-Chablais
- Seytroux
- Thollon-les-Mémises
- Vacheresse
- La Vernaz
- Vinzier